# 1957年加拿大联邦大选
1957年加拿大联邦大选于1957年6月10日举行，是次选举是为了选举出第23届加拿大下议院新议会与议员。此次选举在加拿大政治史上被认为是重要转折点之一。由约翰·迪芬贝克所领导的进步保守党（通称為「保守党」）于选举中爆冷获胜并得以组建少数派政府，最终结束了加拿大自由党于加拿大22年的执政党地位。尽管进步保守党获得的票数少于自由党，但进步保守党依旧还是组建了少数派政府。
自1935年以来，自由党一直为加拿大执政党，并连续赢得了五次选举保持多数地位。在自由党威廉·莱昂·麦肯齐·金和路易·圣洛朗两位总理的领导下，加拿大逐渐建成福利国家。在自由党的第五个任期内，反对派抨击他傲慢和对民众的需求无所回应。1956年，保守党党魁乔治·A·德鲁因健康状况不佳而辞职。最终由约翰·迪芬贝克来接替他的党魁之位。保守党开展了以其新党魁为中心的竞选活动，约翰·迪芬贝克也吸引了大量群众参加集会，并在电视上给公众留下深刻印象；自由党的竞选活动则乏善可陈，而路易·圣洛朗因为厌恶媒体而很少在电视上露面。
由于自由党在魁北克省占多数并且保守党普遍并认为是亲英裔加拿大人之政党，而魁北克省则是法裔加拿大人多数之地，因此保守党放弃了该地的竞选活动。而是将重点放在赢得其他省份的选举上，这被证明是有效的策略；虽然他们在魁北克省获得的议席很少，但他们在总体上赢得了112个席位，而自由党却只获得105个席位，而剩下的党派则获得剩下的议会席位。而保守黨在社會信用黨的支持下執政，因為兩個右派政黨合計擁有足夠的席位，從而佔據議會多數席位。这一优势最终令迪芬贝克成为自1935年理查德·贝内特以来的加拿大第一位保守党总理。

## 历史背景

### 自由党当政时期
在此之前，保守党最后一位任加拿大总理的为第11任加拿大总理理查德·贝德福德·贝内特贝内特政府在应付大萧条时没取得多大成效，并在1935年被麦肯齐·金领导下的自由党击败；此前曾两次担任总理的自由党人威廉·莱昂·麦肯齐·金重新执政。自由党在1935年至1953年期间连续赢得了五次议会多数。自由党与行政机构紧密合作；而在自由党当政的几年里，加拿大进入较为繁荣之时期。

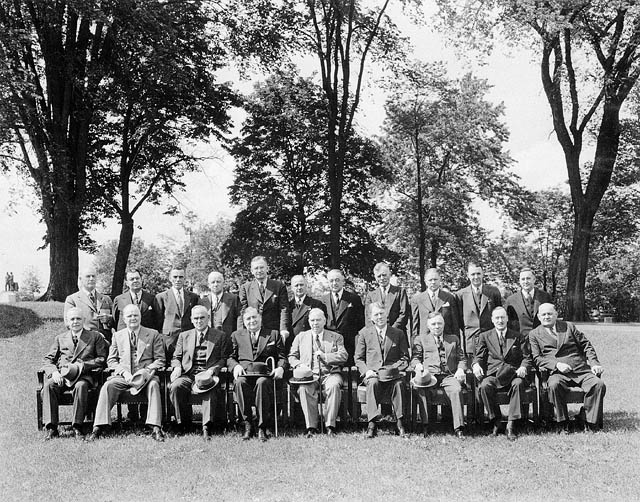
坐在中间且身着浅色西装为麦肯齐·金；与他的内阁成员合照 1945年摄

麦肯齐·金于1948年退休时，司法部长路易·圣洛朗接替了自由党党魁一职，圣洛朗是一名魁北克省的双语（法语与英语）人士，接任党魁时时年66岁。 圣洛朗是一位相当有资历的政治家，他性格温和，被许多加拿大人亲切地称为路易叔叔（法语称为Oncle Louis）。实际上，圣洛朗在渥太华之外显得不那么自在，并常受到抑郁症的困扰（尤其是在1953年之后）而他的政治宣传活动则由科克菲尔德-布朗公司所包办。圣洛朗带领自由党在1949年的大选中取得了压倒性的胜利。由于在议会之中维持了20年的多数地位，因此自由党内阁随心所欲，很少考虑反对党的反对意见；虽说麦肯齐·金和圣洛朗为加拿大建成福利国家奠定了基础，但建设福利国家最初遭到了许多党的反对。

### 保守党在野时期
1956年初，保守党由前安大略省省长乔治·A·德鲁领导，他在1948年战胜另一个竞选者萨斯喀彻温省议员约翰·迪芬贝克，最终当选保守党党魁。德鲁也是保守党自失去执政党地位21年以来第五个党魁。这21年来没人可以击败自由党，保守党表现最好的一次选举是在1945年，当时约翰·布雷肯为保守党争取到67个席位。不过，自由党却赢得了125个席位，继续保持他们的多数地位。在1953年的大选中，保守党在下议院的265个席位中赢得了51个席位。 随后，保守党在补选中从自由党手中夺走两个席位，而自由党（1953年赢得169个席位）；尔后又输给了联邦合作联盟（CCF，加拿大新民主党的前身）一个席位。

保守党被视为代表富人与英裔加拿大人的政党，其在联邦大选中获得了约30%的选票。在过去的四十年里，保守党在魁北克省从没有取得任何多数地位。1956年，社会信用党成为保守党的潜在对手，其成为加拿大的主要右翼政党。加拿大记者和作家布鲁斯·哈奇森描述了1956年保守党的状况：
当一个自称为保守党的政党除了比自由党提出更聊胜于无的许诺时。当它提出节约，又提出要增加开支。当它提议减税而不考虑通货膨胀时......总之，当保守党在21年后不再保守......那么我们将迫切需要一个新的反对党了。

## 选举结果
|            |        |              |            |   |  |  |
| ↓          |        |              |            |   |  |  |
| 112        | 105    | 25           | 19         | 4 |  |  |
| 进步保守党 | 自由党 | 平民合作联盟 | 社会信用党 | O |  |  |

投票率: 74.1%选民投票。
| 政党 | 政党         | 党魁          | 候选人 | 议会席位 | 议会席位 | 议会席位  | 选票      | 选票    | 选票           |
| ---- | ------------ | ------------- | ------ | -------- | -------- | --------- | --------- | ------- | -------------- |
| 政党 | 政党         | 党魁          | 候选人 | 1953年   | 选出     | 改变（%） | #         | %       | 改变（百分点） |
|      | 进步保守党   | 约翰·迪芬贝克 | 256    | 51       | 112      | +119.6%   | 2,572,926 | 38.5%   | +7.8           |
|      | 自由党       | 路易·圣洛朗   | 264    | 169      | 105      | -38.%     | 2,702,573 | 40.45%  | -7.8           |
|      | 平民合作联盟 | M.J·科德韦尔  | 162    | 23       | 25       | +8.7%     | 707,659   | 10.59%  | -0.6           |
|      | 社会信用党   | 梭伦·厄尔·洛  | 114    | 15       | 19       | +26.7%    | 437,049   | 6.54%   | +1.1           |
|      | 其他         | 其他          | 66     | 7        | 4        | -         | 188,510   | 2.8%    | -0.6           |
|      | 无效选票     | 无效选票      | -      | -        | -        | -         | 74,710    | 1.1%    | 0              |
| 总计 | 总计         | 总计          | 862    | 265      | 265      | -         | 6,680,690 | 100.00% |                |